# العلاقات التنزانية الغرينادية
العلاقات التنزانية الغرينادية هي العلاقات الثنائية التي تجمع بين تنزانيا وغرينادا.

## مقارنة بين البلدين
هذه مقارنة عامة ومرجعية للدولتين:
| وجه المقارنة                                              | تنزانيا                        | غرينادا                                |
| --------------------------------------------------------- | ------------------------------ | -------------------------------------- |
| المساحة (كم2)                                             | 947.30 ألف                     | 348                                    |
| عدد السكان (نسمة)                                         | 57.31 مليون                    | 107.83 ألف                             |
| الكثافة السكانية (ن./كم²)                                 | 60.5                           | 30.99 ألف                              |
| العاصمة                                                   | دودوما                         | سانت جورجز                             |
| اللغة الرسمية                                             | اللغة السواحلية، لغة إنجليزية  | لغة إنجليزية، إنكليزية غرنادة المولدة ‏ |
| العملة                                                    | شيلينغ تانزاني                 | دولار شرق الكاريبي                     |
| الناتج المحلي الإجمالي (بليون دولار)                      | 52.09 مليار                    | 1.12 مليار                             |
| الناتج المحلي الإجمالي (تعادل القوة الشرائية) بليون دولار | 138.73 مليار                   | 1.45 مليار                             |
| الناتج المحلي الإجمالي الاسمي للفرد دولار أمريكي          | 878                            | 9.21 ألف                               |
| الناتج المحلي الإجمالي للفرد دولار أمريكي                 | 2.54 ألف                       | 12.43 ألف                              |
| مؤشر التنمية البشرية                                      | 0.521                          | 0.750                                  |
| رمز المكالمات الدولي                                      | +255                           | +1473                                  |
| رمز الإنترنت                                              | .tz                            | .gd                                    |
| المنطقة الزمنية                                           | ت ع م+03:00، توقيت شرق أفريقيا | 00                                     |

## منظمات دولية مشتركة
يشترك البلدان في عضوية مجموعة من المنظمات الدولية، منها:
| علم المنظمة | اسم المنظمة                                 | تاريخ انضمام تنزانيا | تاريخ انضمام غرينادا |
| ----------- | ------------------------------------------- | -------------------- | -------------------- |
|             | الاتحاد البريدي العالمي                     | ?                    | ?                    |
|             | يونسكو                                      | 6 مارس 1962          | 17 فبراير 1975       |
|             | البنك الدولي للإنشاء والتعمير               | 10 سبتمبر 1962       | 27 أغسطس 1975        |
|             | منظمة التجارة العالمية                      | 1995                 | ?                    |
|             | وكالة ضمان الاستثمار متعدد الأطراف          | 19 يونيو 1992        | 12 أبريل 1988        |
|             | دول الكومنولث                               | 9 ديسمبر 1961        | ?                    |
|             | الاتحاد الدولي للاتصالات                    | 31 أكتوبر 1962       | 17 نوفمبر 1981       |
|             | منظمة الشرطة الجنائية الدولية               | ?                    | ?                    |
|             | مؤسسة التمويل الدولية                       | 10 سبتمبر 1962       | 28 أغسطس 1975        |
|             | الأمم المتحدة                               | 14 ديسمبر 1961       | 17 سبتمبر 1974       |
|             | مجموعة دول أفريقيا والكاريبي والمحيط الهادئ | ?                    | ?                    |
|             | مؤسسة التنمية الدولية                       | 6 نوفمبر 1962        | 28 أغسطس 1975        |
|             | منظمة حظر الأسلحة الكيميائية                | ?                    | ?                    |
|             | المركز الدولي لتسوية المنازعات الاستشارية   | 17 يونيو 1992        | 23 يونيو 1991        |

## وصلات خارجية
- موقع وزارة الخارجية التنزانية